# Engleromyces
Engleromyces — рід грибів. Назва вперше опублікована 1900 року.

## Класифікація
До роду Engleromyces відносять 2 види:
- Engleromyces goetzei
- Engleromyces sinensis